# Bataille du Texel (1673)
Pour les articles homonymes, voir Bataille du Texel.
Guerre de Hollande
Batailles
- Groenlo (06-1672)
- Solebay (06-1672)
- Coevorden (06-1672)
- Nimègue(07-1672)
- Groningue (07-1672)
- Saint-Lothain (02-1673)
- Schooneveld (1re) (06-1673)
- Maastricht (06-1673)
- Schooneveld (2de) (06-1673)
- Texel (08-1673)
- Bonn (11-1673)
- Arcey (01-1674)
- Pesmes (02-1674)
- Gray (02-1674)
- Scey-sur-Saône (03-1674)
- Chariez (03-1674)
- Vesoul (03-1674)
- Arbois (03-1674)
- Orgelet (03-1674)
- Besançon (04-1674)
- Dole (05-1674)
- Sinsheim (06-1674)
- Salins (06-1674)
- Belle-Île (06-1674)
- Lure (07-1674)
- Faucogney (07-1674)
- Sainte-Anne (07-1674)
- Fort-Royal (07-1674)
- Seneffe (08-1674)
- Entzheim (10-1674)
- Mulhouse (12-1674)
- Turckheim (01-1675)
- Stromboli (02-1675)
- Fehrbellin (06-1675)
- Salzbach
- Consarbrück
- Alicudi
- Agosta
- Palerme
- Maastricht
- Philippsburg
- Valenciennes
- Cambrai
- Saint-Omer
- Tobago
- La Peene (Cassel)
- Ypres
- Rheinfelden (07-1678)
- Saint-Denis

La bataille du Texel est une bataille navale qui a lieu le 21 août 1673 pendant la guerre de Hollande entre la flotte anglo-française et la marine de la république des Provinces-Unies. Deux mois après les batailles de Schooneveltd et de Walcheren (14 juin), les flottes ennemies se rencontrent à nouveau au large des côtes des Provinces-Unies. Malgré leur supériorité numérique, les Alliés essuient une nouvelle défaite face à la flotte de l'amiral Michiel de Ruyter.

## Le contexte
La bataille se déroule durant la guerre de Hollande.

## Les forces en présence
L'armée navale alliée est commandée par le prince Rupert. La partie française est sous les ordres du comte d'Estrées.
Le corps de bataille est anglais, et les navires de la Royal Navy sont sous les ordres de Rupert. L'avant-garde est composée de navires de la Marine royale française. L'arrière-garde, anglaise, est sous les ordres d'Édouard Sprague. Chaque escadre comprend 27 vaisseaux. Il y a aussi une trentaine de bâtiments plus légers et autant de brûlots.
Les Néerlandais, commandés par Michiel de Ruyter, sont inférieurs en nombre. Ils n'alignent que 70 vaisseaux de ligne, 35 bâtiments légers et 25 brûlots. Dans l'ensemble, les vaisseaux néerlandais sont plus légers et, détail important, d'un tirant d'eau moindre. La flotte hollandaise est au mouillage, vers Ostende, derrière les bancs de sable qui bordent le rivage. Adriaen Banckert commande l'avant-garde et Cornelis Tromp l'arrière-garde.
La flotte alliée doit escorter un convoi de troupes anglaises et françaises destinées à attaquer la Hollande. De leur côté, les Néerlandais attendent l'arrivée d'un convoi venant des Indes orientales.

## Le combat
Le 21 août, Michiel de Ruyter est au vent des alliés. À 8 h 30, les deux lignes commencent à se canonner. L'amiral de Ruyter concentre ses forces sur les Anglais. Seule, une dizaine de vaisseaux vient occuper la division de tête des Français. Les 2 flottes manœuvrent, les alliés se contentant de réagir aux manœuvres de Ruyter.

## Les conséquences
À la fin de la journée, aucun vaisseau n'a été coulé mais beaucoup sont endommagés. Les alliés abandonnent le terrain à leurs adversaires pour aller réparer dans l'embouchure de la Tamise. C'est une nouvelle victoire néerlandaise.
Rupert se plaindra de l'attitude de ses alliés qui l'auraient mal secondé. D'Estrées incriminera l'un de ses subordonnés, De Martel. Celui-ci répond par une lettre vengeresse qu'il laisse publier en Angleterre, ce qui lui vaudra un séjour à la Bastille.